# Иванов, Фома
Фома Иванов (? — 1714) — русский кальвинист начала XVIII века. Московский цирюльник (по современным понятиям — хирург), родом из Твери. По процессу Тверитинова, инициированному доносом Магницкого, был арестован за отпадение от православия. Единственный из подсудимых отказался исповедать государственную религию и, после долгих пыток, предан квалифицированной казни. Сначала, обмотав смолёной пенькой, сожгли его руку, потом и его самого — в срубе.